# SBI損害保険
SBI損害保険株式会社（えすびーあいそんがいほけん、英称:SBI Insurance Co., Ltd.）は、SBIグループの会社で、日本の損害保険会社である。

## 概要
インターネットを主たる販売チャネルとした直販（ダイレクト）系の損害保険会社である。

## 沿革
- 2006年（平成18年）6月1日 - SBIホールディングスおよびあいおい損害保険（現・あいおいニッセイ同和損害保険）の共同出資によりSBI損保設立準備株式会社を設立[1]。資本額1億円（全て資本金）。
- 2007年（平成19年）
  - 2月28日 - 資本額を30億円に増資（うち資本金15.5億円、資本準備金14.5億円）[2]。ソフトバンクが新たに出資。
  - 12月26日 - 損害保険業の免許を取得し、社名をSBI損害保険株式会社に変更[3]。
- 2008年（平成20年）1月 - 営業開始。
- 2017年（平成29年）3月 - SBIホールディングス株式会社が保有株式をSBIインシュアランスグループ株式会社に譲渡。
- 2020年（令和2年）- Jリーグ・大分トリニータとユニフォーム背中スポンサー契約を締結[4]。